# Он начинает сердиться
«Он начинает сердиться» или «Горчица бьёт в нос» (фр. La moutarde me monte au nez) — французский кинофильм с Пьером Ришаром и Джейн Биркин в главных ролях.
В советском прокате закрепилось название фильма «Он начинает сердиться», близкое по смыслу к оригинальному названию — французская идиома «La moutarde me monte au nez» означает «Я сейчас быстро рассержусь». В то же время существует название, повторяющее дословный перевод идиомы, — «Горчица бьёт в нос».

## Сюжет
Пьер Дюруа — учитель математики в женском лицее. Он постоянно попадает в смешные ситуации из-за покладистого характера и готовности помочь каждому. Сперва он должен написать для своего друга-журналиста статью, но, пытаясь передать ее, он попадает на съёмки фильма и случайно нарушает съёмки важной сцены. Теперь за ним гонятся киношники, и Пьер вынужден укрыться в вагончике звезды фильма, актрисы Джеки Логан. В вагончике, помимо своей воли, учитель попадает в дом самой Джеки.
Знаменитая актриса и учитель математики быстро находят общий язык. Как оказалось, она очень одинока и рассказывает случайному знакомому некоторые тайны из своей жизни. После ночи в шикарном особняке Пьер возвращается к своей жизни и неосторожно рассказывает всё, о чём он слышал, редактору местной бульварной газеты — конкуренту отца Пьера на предстоящих выборах мэра города. На следующий день выходит статья со скандальным заголовком «Как я провёл бурную ночь со звездой». Публикуя её, редактор газеты преследует сразу две цели: сотворить сенсацию и нанести удар по репутации своего конкурента на выборах. Пьер мгновенно становится знаменит, а Джеки приходит в бешенство — она раскрыла душу проходимцу. Она решает нанести ответный удар. Собрав пресс-конференцию актриса заявляет, что она обручена с Пьером Дюруа.
Чтобы спасти свою предвыборную кампанию, отец Пьера, который рискует не переизбраться на должность мэра города, решает спрятать Пьера в больнице, сообщив журналистам, что тот нездоров. Пьер вырывается из больницы и ищет встречи с Джеки. Бурное объяснение начинается с пощёчин и заканчивается объятиями и нежным поцелуем.

## В ролях
- Пьер Ришар — Пьер Дюруа
- Джейн Биркин — Джеки Логан
- Клод Пьеплю — доктор Юбер Дюруа
- Даниэль Минаццоли[фр.] — Даниэль
- Жюльен Гийомар — Альбер Реноден
- Витторио Каприоли — постановщик
- Жан Мартен — директор лицея